# Paul Watrin
 (décembre 2012).
 (décembre 2012).
Si vous disposez d'ouvrages ou d'articles de référence ou si vous connaissez des sites web de qualité traitant du thème abordé ici, merci de compléter l'article en donnant les références utiles à sa vérifiabilité et en les liant à la section « Notes et références ».
Paul Ernest Watrin est un auteur légitimiste et un ligueur français de la première moitié du XXe siècle. Il est né le 2 octobre 1876 dans le 5e arrondissement de Paris et mort le 11 septembre 1950 à Auzéville-en-Argonne.

## Biographie
Né dans une famille de juristes, il dirige de 1916 à 1946 la Société Archéologique de France fondée en 1916, dont la revue La Science historique, qu'il dirigeait, était l'organe.
Son père Charles, bonapartiste de conviction, était un ancien officier aux cent-gardes de Napoléon III, corps d'élite et de parade dévoué à l'Empereur. Le jeune Paul milite quelques années aux Jeunesses plébiscitaires. Après quoi il glisse du bonapartisme au légitimisme. Il fut membre de la Ligue de la Rose-Blanche d'Achille Joinard.
Il épouse Germaine Gallery de la Tremblaye en 1903, dont il a un fils unique, Jacques, auquel sa thèse de doctorat en droit La Tradition monarchique (1916) est dédiée.
Avocat, Paul Watrin est radié sur la pression de ses adversaires politiques[réf. nécessaire]. Il vit alors de ses rentes et d'un travail de conseil juridique. Il en profite pour obtenir de nombreux diplômes universitaires et soutient, en 1917, une seconde thèse en droit sur « Les actions en responsabilité civile nées des actes contraires aux bonnes mœurs », puis passe des licences en droit canonique, en lettres, en philosophie, en histoire et géographie.
L'ouvrage de Watrin revêt l'allure d'une synthèse. Il affirme fixer la doctrine légitimiste en la fondant sur l'histoire du vieux droit public français. Il lui est généralement reconnu une netteté d'argumentation sans précédent.
C'est un de ses disciples directs, Michel Josseaume (1922-2020), auquel Guy Augé (1938-1994) doit quelques-unes des précisions de sa préface dans la seconde édition (1983), qui a relancé l'action du mouvement légitimiste.
La Tradition monarchique de Watrin (1916) a donc joué un rôle éminent dans l'histoire du légitimisme contemporain. Elle a été l'instrument majeur du combat juridique des partisans français des Bourbons-Anjou contre l'orléanisme (au sens dynastique et non pas idéologique, les royalistes soutenant les Orléans étant, le plus souvent, très éloignés idéologiquement du libéralisme orléaniste).
Ce que démontre la thèse de Watrin, c'est que le droit royal historique français ne désigne pas les Orléans comme dépositaires de la légitimité monarchique. Dans l'ordre de primogéniture, ceux-ci viennent derrière tous les Bourbons, pour la succession à la couronne de France.

## Source
- Guy Augé, préface de la seconde édition de La Tradition monarchique de Paul Watrin, 1916, Diffusion Université-Culture, Paris 1983